# Konrad Klapheck
Konrad Klapheck (10. února 1935 Düsseldorf – 30. července 2023) byl německý malíř a postsurrealista, ve svém výrazu blízký pop-artu i surrealismu.

## Životopis
V roce 1954 nastoupil na Vysokou školu výtvarných umění v Düsseldorfu, kde absolvoval kurzy kreslení u Bruna Gollera. V letech 1956–1957 během šestiměsíčního pobytu v Paříži se spřátelil s Christianem d'Orgeixem, který mu zprostředkoval poznání děl Marcela Duchampa a Raymonda Roussela. Setkal se tehdy s Eduardem Jaguerem, který jej přizval ke spolupráci s hnutím Phases a v roce 1961 jej představil André Bretonovi.
Myšlenku „malovat stroje“, toto imaginativní předurčení, mu údajně vnukl jeho přítel a mentor Christian d'Orgeix. André Breton v jeho malbách spatřoval náhradu symbolické freudovské fauny celým aparátem nástrojů: psacích a šicích strojů, telefonů, parních žehliček, ševcovských kopyt, požárních hlásičů. Všechny jeho objekty jsou malovány s velkou precizností a to vedlo některé kritiky k tomu, že jej považují za předchůdce evropského pop-artu a hyperrealismu.
Dodnes žil a tvořil v Düsseldorfu.
Zemřel 30. července 2023 ve věku 88 let.

## Výstavy
výběr
- 1959 Galerie Alfred Schmela Düsseldorf
- 1960 Galerie Arturo Schwarz
- 1962 Galerie Rudolfa Zwirnera Essen
- 1963 Galerie Arturo Schwarz Milan
- 1964 Haus am Lützowplatz Berlín
- Galerie Robert Fraser v Londýně
- 1965 Ileana Sonnabendová galerie Paříž
- Palác výtvarných umění Brusel
- 1966 Kestner-Gesellschaft Hannover
- 1967 Kunst-und Museumsverein Wuppertal
- 1969 Galerie Sidney Janis New York
- 1971 Galerie Rudolf Zwirner Kolín nad Rýnem
- Galleria La Medusa Řím
- 1974 Muzeum Boymans-van Beuningen Rotterdam
- 1976 Galerie Ernst Beyeler Basilej
- 1980 Galerie Aimé Maeght Paříž
- 1984 Thomas Levy Galerie Hamburg
- 1990 Galerie Lelong Paříž
- 1994 Edward Thor New York
- 1995 Galerie Brusberg Berlin
- 2003 Rheinisches Landesmuseum Bonn
- 2004 Mamco - muzeum moderního a současného umění Ženeva (Švýcarsko)
- 2005 Muzeum moderního a současného umění Štrasburk
- 2006 Kunsthalle Recklinghausen
- 2007 Zwirner & Wirth Gallery, New York
- 2008 "Korespondence Konrad Klapheck - Gustave Moreau" Muzeum Orsay, Paříž
- 2010 "Swing, Brother, Swing" Galerie Lelong, Paříž